# کیوان صمیمی
کیوان صمیمی بهبهانی (زادهٔ ۱۳۲۷) روزنامه‌نگار و فعال سیاسی ملی مذهبی است. صمیمی سابقهٔ چند مرتبه زندان و بازداشت در دوره‌های مختلف دارد. او عضو شورای فعالان ملی مذهبی ایران است.

## زندگی
کیوان صمیمی در سال ۱۳۲۷ در بهبهان زاده شد. او پسر حبیب‌الله صمیمی و عفت عسگری است. پدر او در پالایشگاه نفت آبادان مسئولیت داشت و از افراد دخیل در اعتصابات کارگری در جریان ملی شدن صنعت نفت بود. مادرش عفت عسکری از تحصیلکردگان معدود دبیرستان‌های دوران رضاشاه بود.
کیوان صمیمی در سال ۱۳۴۵ پس از قبولی در دانشگاه صنعتی آریامهر به تهران رفت. وی در این دوره به فعالیت‌های سیاسی خود ادامه داد و همراه برادرش ساسان به سازمان مجاهدین خلق ایران پیوست ولی در زندان از این سازمان جدا شد. او پس از جدایی از مجاهدین خلق، به حزب ملل اسلامی پیوست. او بعدها به عضویت جنبش مسلمانان مبارز درآمد. خود او نیز در سال ۱۳۷۷ اقدام به تأسیس حزبی با عنوان حزب آزادی مردم ایران کرد. کیوان صمیمی در این دوره عضو انجمن حامیان حق تحصیل و شورای فعالان ملی مذهبی نیز بود. وی دبیر هیئت اجرایی شورای ملی صلح بود. این شورا که در ۲۶ آبان ۱۳۸۶ به دعوت کانون مدافعان حقوق بشر و پیشنهاد شیرین عبادی تشکیل شد. صمیمی در این کانون دبیر کمیته پیگیری بازداشت‌های خودسرانه بوده‌است.
برادر دیگر او کامران در سال ۱۳۶۱ اعدام شد. کامران صمیمی در دوران تحصیل، به جهت تحصیل در دانشگاه برکلی، عضو کنفدراسیون دانشجویان خارج از ایران بود.

## بازداشت‌ها

### بازداشت در سال ۱۳۴۴
کیوان صمیمی نخستین بازداشت کوتاه مدت خود را در ۱۷ سالگی در سال ۱۳۴۴ در شیراز تجربه کرد.

### بازداشت در سال ۱۳۵۱
وی پس از آن هنگام سفر ریچارد نیکسون رئیس‌جمهور ایالات متحده آمریکا به ایران در سال ۱۳۵۱ به خاطر شرکت در تظاهرات علیه شاه و نیکسون دوباره بازداشت شد. او به خاطر شرکت در تظاهرات به سه ماه حبس تعزیری محکوم شد و پس از طی مدت محکومیت از زندان قصر آزاد شده و کلاً فعالیت علنی سیاسی را کنار گذاشت. در دهه ۱۳۵۰ به همراه برادرش ساسان به سازمان مجاهدین خلق پیوست و چندین بار دستگیر شد.

### بازداشت در سال ۱۳۵۴
کیوان صمیمی برای سومین بار به همراه برادرش ۲۸ مرداد ۱۳۵۴ به اتهام عضویت در گروه‌های مخالف نظام شاهنشاهی بازداشت و به ۱۱ سال زندان محکوم شد. برادرش ساسان به اعدام محکوم شد. ساسان صمیمی در سحرگاه ۴ بهمن ۱۳۵۴ به همراه جمعی دیگر از جمله وحید افراخته، مرتضی لبافی نژاد، و مرتضی صمدیه لباف تیرباران شدند.
در نهایت او در دی ۱۳۵۷ در زمان دولت شاپور بختیار آزاد شد.

### بازداشت در سال ۱۳۷۸
صمیمی در سال ۱۳۷۸ به اتهام نشر مطالب خلاف قوانین جمهوری اسلامی ایران در مجله نامه به یک سال زندان و توقیف مجله محکوم شد. او پیش از این نیز به خاطر محتوای این مجله به مارکسیست بودن متهم شده بود.

### بازداشت در سال ۱۳۸۸
صمیمی در ۲۳ خرداد ۱۳۸۸ از سوی وزارت اطلاعات در خانه شخصی خود بازداشت شد. برخی منابع محل بازداشت او را دفتر کارش عنوان کرد. یکی از اتهامات او تأسیس کمیته دفاع از انتخابات آزاد، سالم و عادلانه عنوان شده بود. دیگر موارد اتهامی او، تبلیغ علیه نظام و اجتماع و تبانی برای برهم زدن امنیت ملی بودند. اتهامات اصلی وی تبلیغ علیه نظام و اجتماع و تبانی برای برهم زدن امنیت ملی بودند. لازم است ذکر شود: شرکت در تظاهرات و صدور بیانه علیه سلامت انتخابات نیز از جمله اتهامات کیوان صمیمی مطرح شده بود درحالی‌که وی یک روز پس از انتخابات دستگیر و همه این مدت در زندان بوده‌است.
به گفته بازداشت‌کنندگان، کیوان صمیمی ابتدا به جهت پیشگری بازداشت شد. اما حبس او بیش از شش سال و نیم طول کشید. بر پایه حکم ابلاغی در ۱۳ بهمن ۱۳۸۸ صمیمی به شش سال زندان به علاوه محرومیت مادام العمر از فعالیت‌های سیاسی محکوم شد. از مجموع حبس وی، ۵ سال مربوط به جرم اجتماع تبانی علیه جمهوری اسلامی ایران و ۱ سال مربوط به فعالیت تبلیغی علیه نظام بوده‌است. گزارش شده که حدود ۴ ماه از زمان زندان او در انفرادی سپری شده‌است و همچنین وی موفق شد تا دو بار به مرخصی از زندان برود.
کیوان صمیمی ۲۶ اردیبهشت ۱۳۹۴ پس از تحمل محکومیت خود از زندان آزاد شد.

### بازداشت در سال ۱۳۹۸

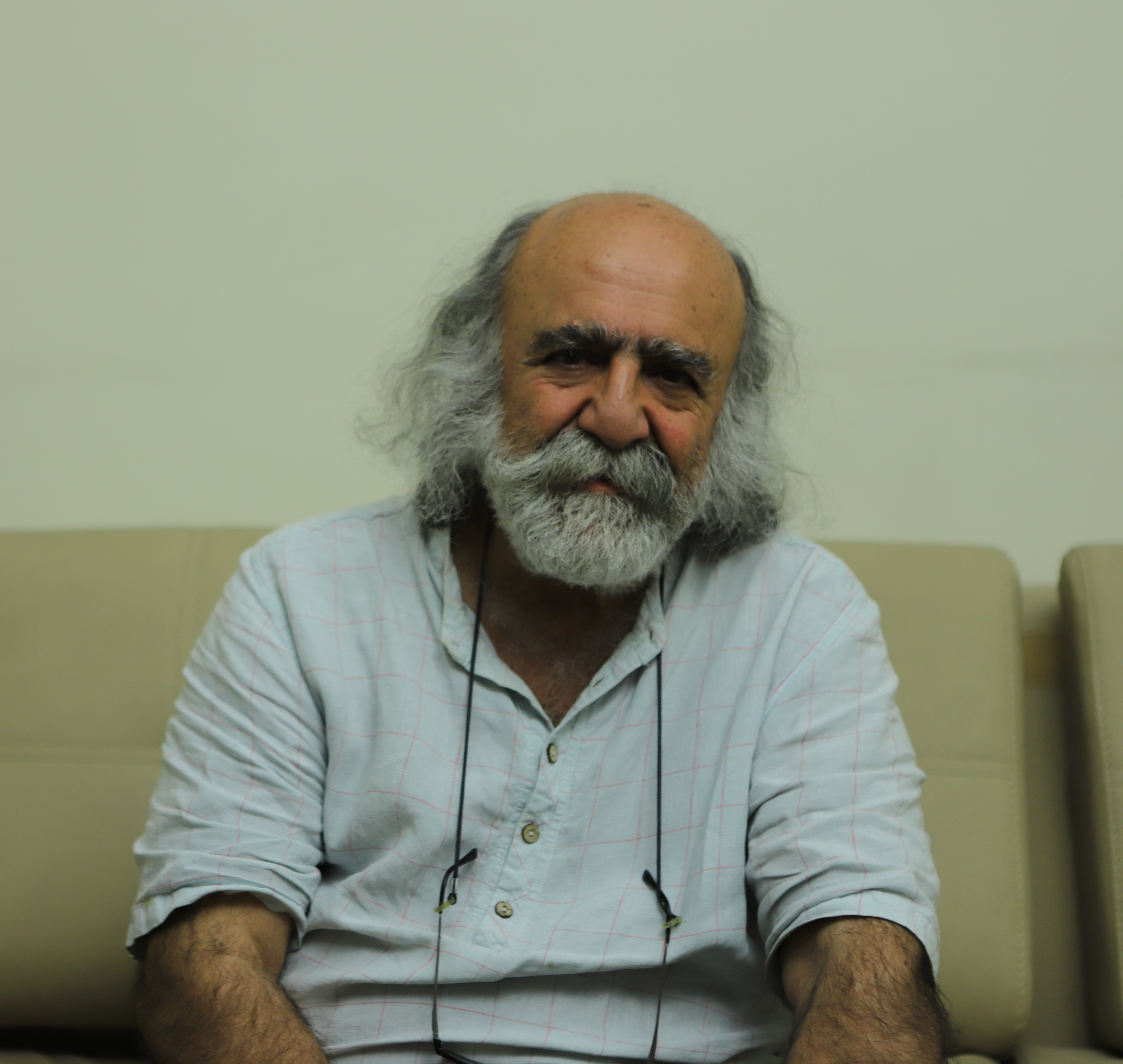
کیوان صمیمی پس از آزادی از زندان سمنان - بهمن ۱۴۰۰

کیوان صمیمی بار دیگر در روز چهارشنبه ۱۱ اردیبهشت ۱۳۹۸ همزمان با روز جهانی کارگر در تجمعی که در جلوی مجلس شکل گرفته بود به همراه تعدادی دیگر دستگیر و روز دوشنبه ۲۷ خرداد ۱۳۹۸ به‌طور موقت آزاد شد. صمیمی در خرداد ۱۳۹۹ به اتهام اجتماع و تبانی به قصد اقدام علیه امنیت کشور به تحمل ۳ سال زندان محکوم و در مرداد ۱۳۹۹ این حکم تأیید شد. او در واکنش به تأیید حکم سه سال زندان گفت: «هیچ‌وقت از گفتن حق منصرف نشده‌ام و پس از کشیدن این سه سال هم چنانچه زنده بمانم منصرف نخواهم شد.». این حبس او با تبعید به سمنان همراه بود.
کیوان صمیمی در روز دوشنبه ۱۷ آذر ۱۳۹۹ پس از مراجعه به واحد اجرای احکام دادسرای اوین برای تحمل سه سال زندان، بازداشت و به زندان اوین منتقل شد. در پی جان باختن عادل کیان‌پور و بکتاش آبتین در زندان، کانون نویسندگان ایران در بیانیه‌ای به نظام جمهوری اسلامی ایران هشدار داد که جان کیوان صمیمی روزنامه‌نگاری که در آذر ۱۳۹۹ بازداشت شده به‌طور جدی در خطر است.
وی سرانجام در ۶ بهمن ۱۴۰۱ پس از سپری کردن دوران محکومیت خود از زندان آزاد شد. هرچند منابع خبری ایرانی از آزادی او با عفو رهبری گزارش دادند.

### بازداشت در سال ۱۴۰۲
کیوان صمیمی بار دیگر در ۳۱ فروردین ۱۴۰۲ دستگیر شد. بر پایه گفته‌ها او قرار بود تا در میزگرد مجازی با عنوان گفت‌وگو برای نجات ایران شرکت کند. او همچنین کمی پس از آزادی از زندان قبلی، بیانیه میرحسین موسوی با موضوع تأکید بر برگزاری رفراندوم را امضا کرد. صدا و سیمای جمهوری اسلامی ایران، اتهام وی را ارتباط با گروه مجاهدین خلق عنوان کرد. در متن این خبر آمده بود: «کیوان صمیمی عنصر مرتبط با سازمان مجاهدین خلق، به اتهام ارتباط دوباره با گروهک‌های ضدانقلاب خارج از کشور بازداشت شده‌است.» در زیرنویس شبکه خبر صداوسیمای جمهوری اسلامی هم آمد که کیوان صمیمی را برای برگزاری جلساتی با یکی از فرقه‌های ضاله تحت حمایت رژیم صهیونیستی دستگیر کرده‌اند. خانواده صمیمی از به جریان افتادن پرونده‌ای با اتهام اجتماع و تبانی به قصد اقدام علیه امنیت کشور در دی ۱۴۰۱ علیه او در دادگاه انقلاب خبر دادند. در نهایت وکیل صمیمی عنوان کرد که عنوان اتهامی او، فعالیت تبلیغی علیه نظام به خاطر مشارکت در همایش گفتگو برای نجات ایران بوده‌است.
به گفته وکیل کیوان صمیمی، او در ۱ خرداد ۱۴۰۲ با قید وثیفه آزاد شد و دادگاهش در ۸ خرداد برگزار خواهد شد.

### کمپین شرکت در انتخابات
کیوان صمیمی، در مصاحبه با بی‌بی‌سی فارسی، مردم ایران را تشویق به شرکت در انتخابات ریاست‌جمهوری ۱۴۰۳ ایران کرد و مدعی شد که «با روی کار آمدن مسعود پزشکیان تغییر عمده‌ای رخ خواهد داد». بهاره هدایت، زندانی سیاسی ایرانی، این موضع کیوان صمیمی و علیرضا رجایی را «بسیار شرم‌آور» خواند.

## فعالیت‌های حرفه‌ای و سیاسی

### روزنامه‌نگاری
صمیمی روزنامه‌نگاری را از نویسندگی در نشریه پیام هاجر متعلق به اعظم طالقانی آغاز کرد. این نشریه و نوشته‌های صمیمی در آن در دهه ۱۳۶۰ منتشر می‌شدند. کمی بعد و در دهه ۱۳۷۰ او در مجله دریچه مطالبی می‌نوشت. پس از آن وی به سردبیری نشریه ایران فردا و مدیر مسئولی نشریه نامه گمارده شد. او در سال ۱۳۷۴ تصمیم به راه‌اندازی یک مجله با موضوع تئوریک-سیاسی نمود که با مخالفت وزارت ارشاد همراه بود. این مجله که بعدها نامه نام گرفت، در سال ۱۳۷۶ مجوز لازم را برای انتشار دریافت کرد.
کیوان صمیمی مدیر مسئول ماهنامه توقیف‌شده نامه، عضو شورای ملی صلح، کمیته پیگیری بازداشت‌های خودسرانه، عضو هیئت مدیرهٔ انجمن دفاع از آزادی مطبوعات، کمیته حمایت از حقوق شهروندی، و نیز کمیته دفاع از حق تحصیل است و نیز با همراهی شایا شهوق وبگاه مسدود شده خرابات را بنیان گذاشت.

### پیوستن به اعتصاب غذا گسترده زندانیان سیاسی
در ۳۰ اسفند ۱۳۹۹ زندانیان سیاسی در زندان‌های اوین، فشافویه، عادل آباد شیراز اعلام کردند به یاد و احترام رنج‌های مشترک مردم ایران و در اعتراض به ظلم‌های ستمگران و به یاد گرسنگان وطن بر سفره نوروز، شروع سال ۱۴۰۰ خورشیدی را با اعتصاب غذا آغاز می‌کنند که تا سه روز ادامه داشت. کیوان صمیمی یکی از زندانیان امضا کننده بیانیه بود.

### امضای پیمان دادخواهی
کیوان صمیمی در اسفند ۱۴۰۱ و ۸۲ تن دیگر از کنشگران دادخواه با امضای پیمان دادخواهی در راستای ساخت مبنایی برای همبستگی در پیشبرد جنبش زن، زندگی، آزادی بر اصولی مانند نفی خشونت و برقراری عدالت و حقیقت، عهد بستند. این گروه، امضا کرده‌اند که برای فردای ایران به اصولی پایبندند که بخشی از همه کنوانسیون‌ها و میثاق‌های جهانی ناظر بر رعایت حقوق‌بشر است.
نرگس محمدی، حامد اسماعیلیون، آتش شاه‌کرمی، اکرم نقابی، شهناز اکملی، شیرین عبادی، مهرانگیز کار، شکوفه یداللهی، پرستو فروهر، نسرین ستوده، ایرج مصداقی، رضا معینی و عفت ماهباز از دیگر امضاکنندگان این پیمان‌نامه هستند.

### اعلام همبستگی و درخواست آزادی کسری نوری
در اواخر سال ۱۴۰۱ کیوان صمیمی همراه با جمعی از فعالان سیاسی و مدنی با اشاره به بیش از یک دهه سرکوب مداوم کسری نوری در بیانیه‌ای خواستار آزادی او شدند.
برای آزادمردی که در تمام سال‌های سخت زندانی بودنش لحظه‌ای از تلاش برای رسیدن مردم ایران به دموکراسی دست برنداشته، همواره جنگیده و هزینه‌های بسیار متحمل شده‌است، اگر امید به چشم‌اندازی روشن برای فردای ایران ماست از مقاومت امثال اوست که حتی در روزهای سرد و تاریک زندان همیشه پیام آزادی سرداده و نویدبخش رهایی مردمی بوده‌اند که دهه‌هاست تحت سرکوب، ستم و شکنجه‌اند. برای سربلندی ایران، کسری نوری و دیگر زندانیان سیاسی باید آزاد شوند.
کیوان صمیمی، نرگس محمدی، عالیه مطلب‌زاده، لیلا حسین‌زاده، سعید شیرزاد، هستی امیری، آرش گنجی، محمد حبیبی، آتنا دائمی، باربد گلشیری، اسماعیل بخشی و پرستو فروهر